# Griñón
Griñón är en kommun i Spanien. Den ligger i den autonoma regionen Madrid, i den centrala delen av landet, 25 km sydväst om huvudstaden Madrid. Antalet invånare är 10 718 (2024).